# Jeanne des Roches
Jeanne des Roches (1195-28 septembre 1238) est une aristocrate française, dame de Sablé, de Briollay, de  Châteauneuf-sur-Sarthe, de Précigné, de Brion, d'Agon, de La Roche-aux-Moines et sénéchale d'Anjou à partir de 1222.

## Biographie
Jeanne naît vers 1195, elle est la fille aînée de Guillaume des Roches, sénéchal d'Anjou et l'un des plus grands barons d'Anjou et du Maine. Sa mère est Marguerite de Sablé, dame de Sablé qui a apporté son riche héritage à son mari. Jeanne a un frère, Robert, mort en 1204, et une sœur cadette, Clémence, vicomtesse de Châteaudun (morte après septembre 1259). Ses grands-parents paternels sont Baudoin des Roches et Alix de Châtellerault, et ses grands-parents maternels sont Robert IV de Sablé et Clémence de Mayenne, fille de Geoffroy III de Mayenne et d'Isabelle de Meulan.
Le père de Jeanne est un chevalier qui a combattu lors de la troisième croisade au service des Plantagenêt et de Philippe II Auguste.
En 1212, Jeanne épouse Amaury Ier de Craon, fils de Maurice II de Craon et d'Isabelle de Meulan. Belle-mère de Jeanne, Isabelle de Meulan est aussi son arrière-grand-mère maternelle, car elle s'est mariée deux fois : Geoffroy III de Mayenne est son premier mari et Maurice de Craon son second.
Amaury et Jeanne ont trois enfants :
- Isabelle de Craon (née en 1212), épouse Raoul III de Fougères[2] avec qui elle a deux enfants, Jean de Fougères et Jeanne de Fougères ;
- Maurice IV de Craon (1213-1250), épouse Isabelle de Lusignan[3], demi-sœur du roi Henri III d'Angleterre, avec qui il a trois enfants ;
- Jeanne de Craon, fiancée en 1223 à Arthur de Bretagne (1220-1223), fils de Pierre Ier de Bretagne et d'Alix de Thouars.

À la mort de son père le 15 juillet 1222, Jeanne lui succède à la sénéchaussée d'Anjou, ainsi qu'à la tête de ses vastes seigneuries comprenant Sablé, La Suze, Briollay, Mayet, Louplande, Châteauneuf-sur-Sarthe, Genneteil, Précigné, et le manoir normand d'Agon. Jeanne rend hommage au roi Louis IX pour les Senescaltia Andegavie, Cenomannie et Turonie.. bone memorie Guillmus de Ruppiebus, genitor noster...tenuit dans une charte du 27 janvier 1226, année du décès de son mari.
Jeanne meurt le 28 septembre 1238.